# Markgräflerland

Nhà thờ Ehrenstetten

Markgräflerland là một khu vực ở cuối cùng tây nam Đức, thuộc bang Baden-Württemberg, nằm giữa Breisgau ở phía bắc và Black Forest (Rừng Đen) ở phía đông; phía tây giáp với Pháp và phía nam giáp Thụy Sĩ.
Khu vực lịch sử này hình thành vào ngày 8 tháng 9 năm 1444 khi các vùng Rötteln, Badenweiler và Sausenburg nhập lại.. Lãnh thổ này thuộc công tước của Hachberg-Sausenberg, một nhánh nhà Baden và sau khi không còn công tước của Baden, thuộc công tước của Baden-Durlach.

## Nghề trồng nho

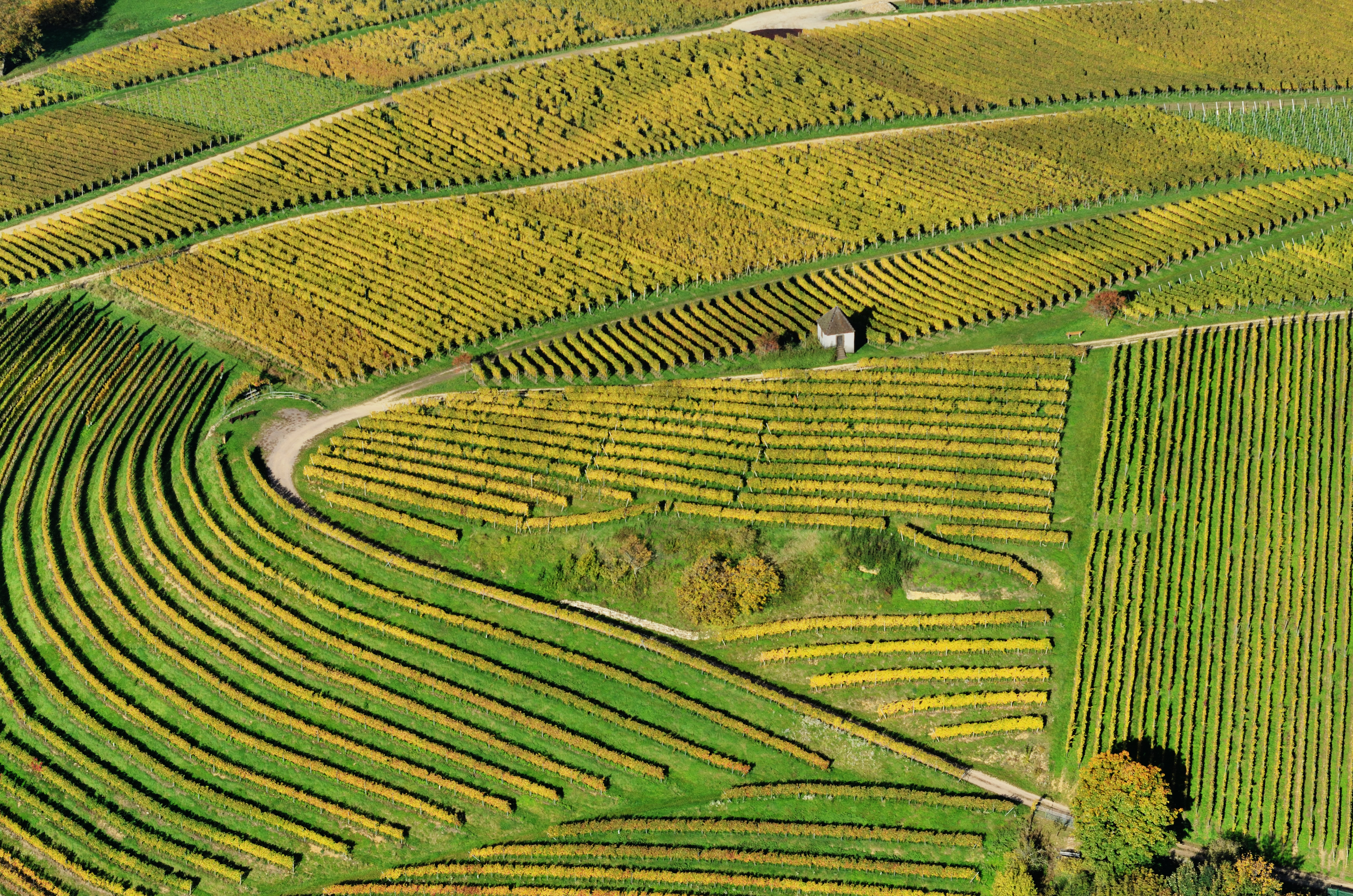
Không ảnh chụp các vườn nho ở Markgräflerland

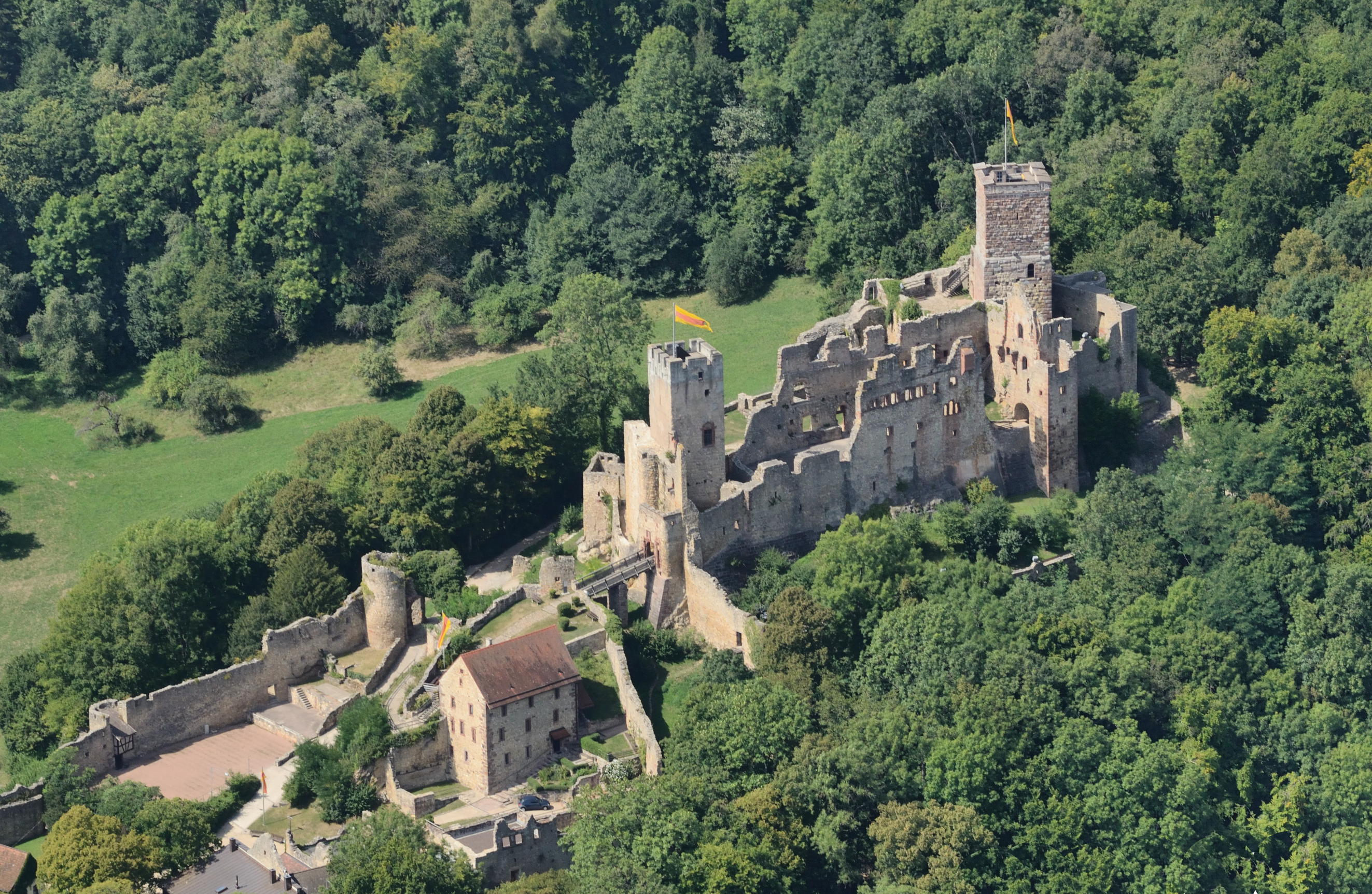
Lâu đài Rötteln gần Lörrach

Khu vực này nổi tiếng với các vườn nho. Một giống nho độc đáo là nho Gutedel, hay Chasselas, có thể đã được trồng ở khu vực này từ năm 1780 từ Vevey Thụy Sĩ; giống nho này cũng được trồng ở một vài nơi thuộc bờ bắc của hồ Constance. Các giống phổ biến khác cũng được trồng trong vùng như Müller-Thurgau, Grau Burgunder (Pinot Gris), Weiss Burgunder (Pinot Blanc), Spätburgunder (Pinot Noir) và Weissherbst. Các sản phẩm nông nghiệp khác gồm măng tây (white asparagus) và anh đào (cherry).

## Thành phố và thị trấn

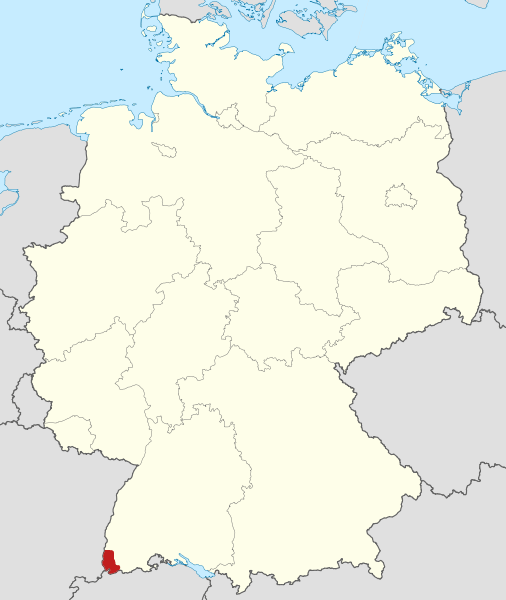
Vị trí Markgräflerland trên bản đồ Đức (dưới cùng, bên trái)

Markgräflerland gồm các địa danh sau
Auggen, Badenweiler, Ballrechten-Dottingen, Betberg, Binzen, Britzingen, Buggingen, Dattingen, Dossenbach, Efringen-Kirchen, Eimeldingen, Gersbach, Hach, Hartheim am Rhein, Hammerstein, Hausen, Heitersheim, Hofen, Hügelheim, Inzlingen, Kandern, Kleinkems, Lörrach, Malsburg, Marzell, Müllheim, Neuenburg, Neuenweg, Riedlingen, Schliengen, Schopfheim, Seefelden, Steinen, Sulzburg, Tegernau, Vögisheim, Weil am Rhein, Wies, Wieslet, Weitenau, Wollbach.